# Scheurich

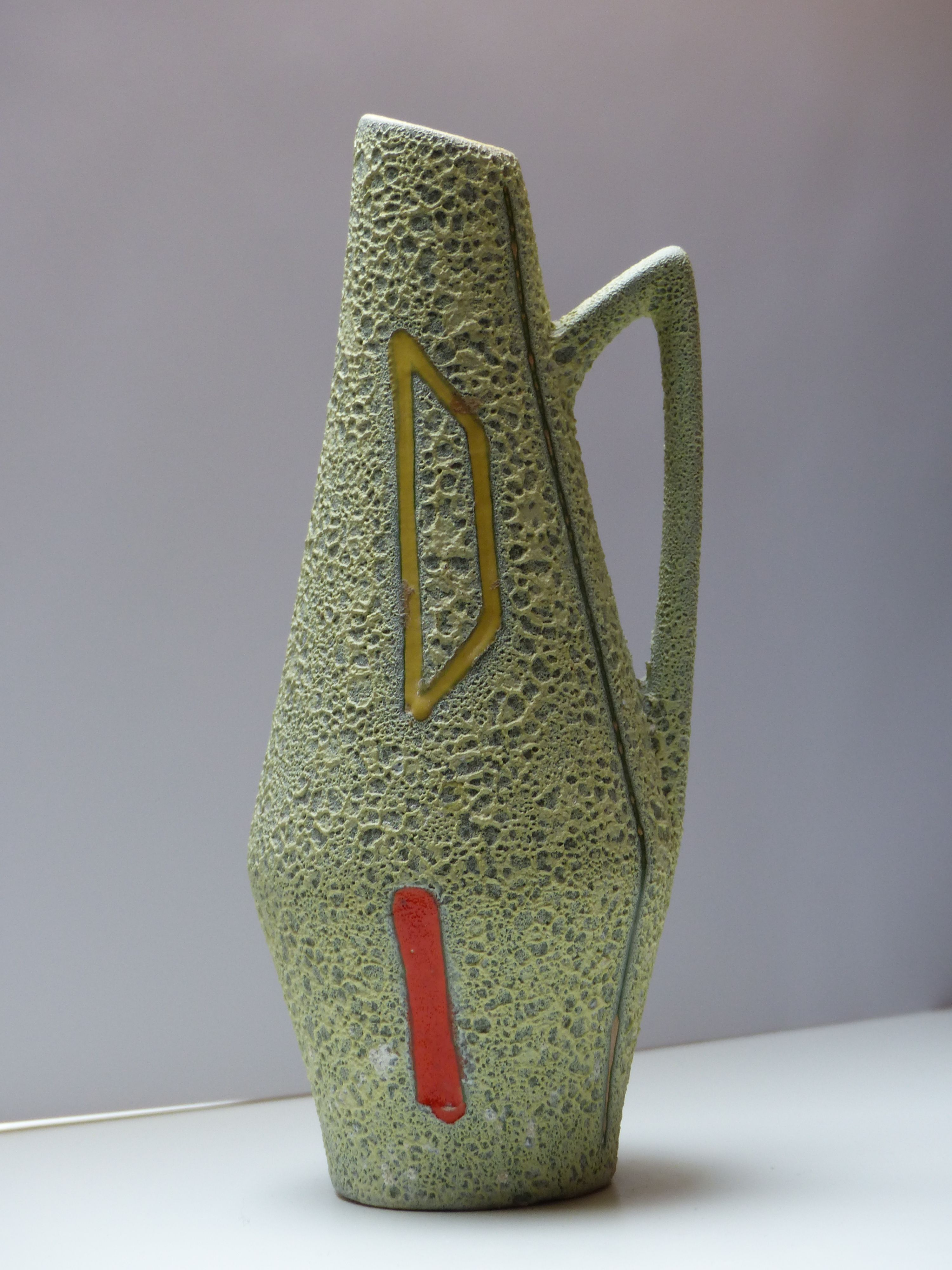
Scheurich 271-22

Scheurich GmbH & Co. KG is een Duits bedrijf in Schneeberg (Neder-Franken) dat keramieken vazen en bloempotten produceert. 

## Geschiedenis
Scheurich werd 1928 opgericht door Alois Scheurich en zijn neef Fridolin Greulich als groothandel in glas, porselein en keramiek. In 1938 vestigde Scheurich zich in Kleinheubach (70 kilometer ten zuidoosten van Frankfurt am Main). In 1948 begon men met de fabricage van huishoudkeramiek. In 1954 stopte Scheurich met de groothandelsactiviteiten en richtte zich helemaal op het zelf vervaardigen van keramiek. Aanvankelijk maakten ze vooral bowlschalen en asbakken, maar ze stapten al snel over op vazen en bloempotten.
Scheurichs hegemonie begon aan het eind van de jaren zestig. Scheurich hield zijn prijzen laag en gecombineerd met in de smaak vallende designs zorgde dat voor een miljoenenomzet. De strategie van Scheurich daarbij was om dezelfde modellen telkens van andere decoraties te voorzien. De ontwerpen werden tweemaal per jaar aan de veranderende smaak van het publiek aangepast.
Scheurich maakt(e) vooral vazen en bloempotten, maar heeft daarnaast ook onder andere asbakken, spaarvarkens, kaarsenstandaards, bierpullen, buffetklokken, wandreliëfs en kerstboomhouders geproduceerd. Scheurich heeft, een enkele uitzondering daargelaten, geen keukenklokken of lampvoeten gemaakt.
De meest succesvolle vaasmodellen zijn er in tientallen glazuuruitvoeringen (decors). Heinz Siery ontwierp vaasmodel 271-22 in 1959 en die ging decennialang met de mode mee. Een andere belangrijk designer voor de vormen was A. Seidel. De belangrijkste designer voor de glazuren was Oswald Kleudgen.
Enkele bekende motieven zijn Montignac (1972-1973; handgeschilderd), Amsterdam (uienmotief/Zwiebeldekor; 1974-1975), Fabiola (donkerbruin-rood overloopglazuur) en Jura (fossielen-/slakkenmotief).
Sommige designs werden speciaal voor exportdoeleinden gemaakt; op de bodem van die vazen staat geen "West Germany", maar "foreign". Toch kwamen ook vazen met "foreign" op de thuismarkt terecht.
De vazen werden bij 1000 graden gebakken en kwamen uit gietvormen. De meest extreme glazuren en patronen bleven in West-Duitsland. Rode en oranje vazen werden het beste verkocht. Gele en paarse minder. Grote vloervazen kostten 40-50 Duitse mark (20-25 euro) per stuk en waren te koop in de warenhuizen Karstadt en Kaufhof. Van elke vaas zijn minstens 500 stuks vervaardigd.
In de jaren tachtig begon Scheurich met het maken van bakvormen, tafelgrills en terracotta ovenschalen. In de jaren negentig kwamen daar ook allerhande schaaltjes bij in de 'Pop Keramik'-serie; 'die fröhliche Bananen-Schale', 'die herzlich schöne schlecken Schale', 'die Knusper-, Knabber-, Bonbon-Birne' (9,95 gulden per stuk bij Blokker; 4 euro).

## Tegenwoordig
Scheurich heeft nu als motto 'mode voor planten' en komt daarom met vier seizoenscollecties per jaar. Het glazuurbakken van de vazen en potten vindt plaats in Kleinheubach. Enkele modellen worden in het buitenland gekocht en in de fabriek verfijnt. De firma is vooral te vinden op beurzen in Amerika, Italië en Duitsland om hun waren te verkopen aan winkelketens. Er werkten in 2009 350 medewerkers.
Scheurich is zelf niet in het bezit van elke vaas die het ooit gemaakt heeft. De recepturen voor de glazuren zijn wel bewaard gebleven. Deels met foto, deels met namen van de desbetreffende vaas erbij.
Scheurich is nu ook de eigenaar van de naam Ruscha, maar niet van de originele mallen ervan.
De firma heeft geen winkel in de fabriek, maar in Kleinheubach bevindt zich 'der Keramik Basar' aan de Bahnhofstraße 12 en daar is een groot assortiment Scheurich-vazen en bloempotten te koop.
In Nederland was huishoudfirma Blokker tot circa 2006 de verkoper van Scheurich-bloempotten. Anno 2010 verkopen o.a. de acht vestigingen van tuincentrum Ranzijn hedendaags Scheurich keramiek.

## Signatuur

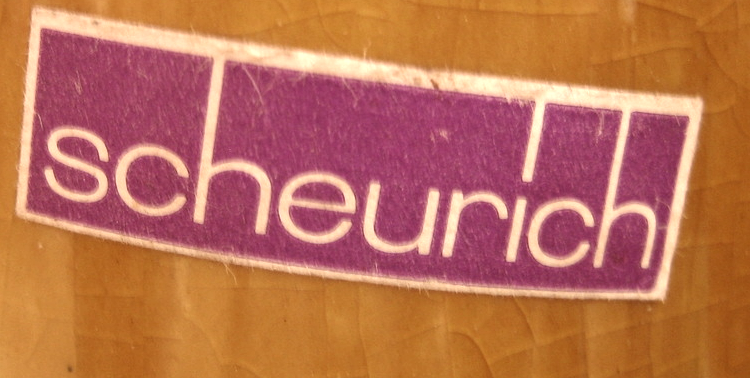
Scheurich beeldmerk (sticker op vaas omstreeks 1970-1980)

Scheurich maakt altijd gebruik van witte klei. De vazen zijn gesigneerd met ' W.GERMANY ' of ' WEST GERMANY' gevolgd door drie cijfers (die het modelnummer duiden), een streepje en twee cijfers (die de hoogte van de vaas aangeven). Rond 1990 wordt 'WEST GERMANY' gewijzigd in 'Made in GERMANY' en dat zowel op de vaasvoet als op de gebruikte sticker.
Het is niet mogelijk om de vazen te dateren aan de hand van de nummering, omdat nummers vaak hergebruikt zijn en niet oplopend zijn toegepast.